# Roger de Vlaeminck
Roger de Vlaeminck (Eeklo, 24 de agosto de 1947), apodado El Gitano y Monsieur París-Roubaix, fue un ciclista belga, profesional entre los años 1969 y 1984, durante los cuales logró 257 victorias.
Como amateur, fue campeón y subcampeón del mundo de ciclocrós en 1968 y 1969, y dos veces campeón de su país en la misma especialidad. En 1968, su hermano Erik, también ciclista como él, también fue campeón del mundo de ciclocrós, en categoría profesional. A principios de 1969, fichó por el Flandria y, además de numerosas pruebas de un día, ganó el Campeonato de su país de fondo en carretera y fue segundo en la Milán-San Remo. Ya como profesional, volvió a ser campeón del mundo de ciclocrós en 1975 y campeón de su país en otras tres ocasiones (1974, 1975 y 1978).
De Vlaeminck es uno de los tres únicos corredores que ha conseguido ganar los cinco Monumentos del ciclismo, junto a los también belgas Eddy Merckx y Rik Van Looy. La única gran carrera de un día que no logró ganar fue el Campeonato del Mundo, obteniendo su mejor resultado en 1975, al terminar segundo por detrás de Hennie Kuiper. Asimismo, obtuvo puestos de honor en numerosas clásicas de alto nivel.
La París-Roubaix fue sin duda su carrera favorita. Con cuatro victorias, es el ciclista que más veces la ha ganado junto al también belga Tom Boonen. Además, fue segundo en otras cuatro ocasiones y tercero en otra.
Ganó etapas en las tres Grandes Vueltas, brillando sobre todo en el Giro de Italia, donde ganó 22 etapas y la clasificación por puntos en tres ocasiones.
Tras retirarse del ciclismo profesional, De Vlaeminck se retiró a su pueblo natal, siendo durante varios años entrenador de equipos de ciclocrós.

## Palmarés
| 1968 - Flecha de las Ardenas - 1.º en la Vuelta a Bélgica amateur 1969 - Campeonato de Bélgica en Ruta - Omloop Het Volk - Halle-Ingooigem - Omloop Schelde-Durme 1970 - Lieja-Bastoña-Lieja - 1 etapa del Tour de Francia - Omloop der Beide Vlaanderen - Circuito de Houtland - Druivenkoers Overijse - Scheldeprijs Vlaanderen 1971 - Flecha Valona - 2 etapas de la Vuelta a Andalucía - 1 tapa de la Vuelta a Suiza - Kuurne-Bruselas-Kuurne - E3-Prijs Harelbeke - Omloop van het Zuidwesten - Omloop van de Westkust 1972 - París-Roubaix - Tirreno Adriático, más 2 etapas - Milán-Turín - 4 etapas del Giro de Italia, más clasificación por puntos - Coppa Placci - Gran Premio Ciudad de Camaiore - Druivenkoers Overijse 1973 - Milán-San Remo - Tirreno-Adriático, más 1 etapa - 3 etapas del Giro de Italia - Giro de Toscana - Trofeo Matteotti - Boucles de l'Aulne - Gran Premio de Mónaco - Omloop van het Zuidwesten 1974 - París-Roubaix - Giro de Lombardía - Tirreno-Adriático, más 1 etapa - Milán-Turín - 1 etapa del Giro de Italia, más clasificación por puntos - 2.º en el Super Prestige Pernod International - Coppa Placci - Giro de Sicilia - Giro del Veneto - Druivenkoers Overijse - 2.º en el Campeonato Mundial de Ciclocrós 1975 - 2.º en el Campeonato Mundial en Ruta - Campeonato Mundial de Ciclocrós - París-Roubaix - Coppa Agostoni - Campeonato de Zúrich - Vuelta a Suiza, más 6 etapas - 2.º en el Super Prestige Pernod International - Tirreno-Adriático, más 3 etapas - 7 etapas del Giro de Italia, más clasificación por puntos - Giro de Lazio - Trofeo Pantalica - Critérium de As - GP Montelupo | 1976 - Giro de Lombardía - Coppa Agostoni - Tirreno-Adriático, más 3 etapas - 1 etapa del Tour de Romandía - 3 etapas de la Volta a Cataluña - 4 etapas del Giro de Italia - Giro d'Emilia - Giro de Lazio - Giro de Cerdeña - Sassari-Cagliari - GP Montelupo 1977 - Tour de Flandes - París-Roubaix - Tirreno-Adriático, más 2 etapas - Giro del Piamonte - 2.º en el Super Prestige Pernod International 1978 - Milán-San Remo - Giro del Friuli - Druivenkoers Overijse - Sassari-Cagliari 1979 - Milán-San Remo - 1 etapa de la Tirreno-Adriático - Giro di Puglia - 3 etapas del Giro de Italia - Omloop Het Volk - Milán-Vignola 1980 - 2 etapas de la Tirreno-Adriático - Trofeo Laigueglia - Vuelta a Mallorca, más 2 etapas 1981 - Campeonato de Bélgica en Ruta - 2 etapas de la París-Niza - 2 etapas de la Vuelta a Suiza - Flecha Brabançona - París-Bruselas - 2.º en el Super Prestige Pernod International 1984 - 1 etapa de la Vuelta a España - 1 etapa de la Settimana Coppi e Bartali - Tour de Campanie |

## Resultados

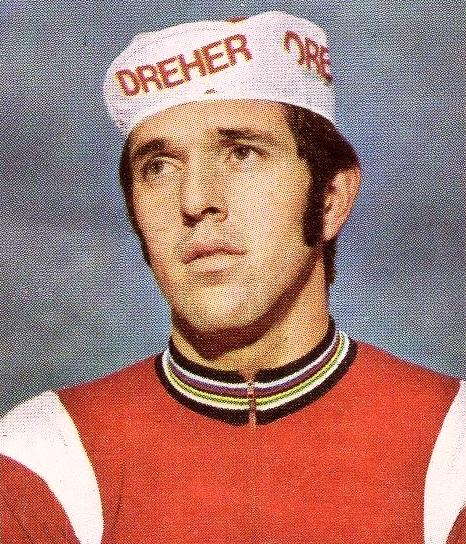

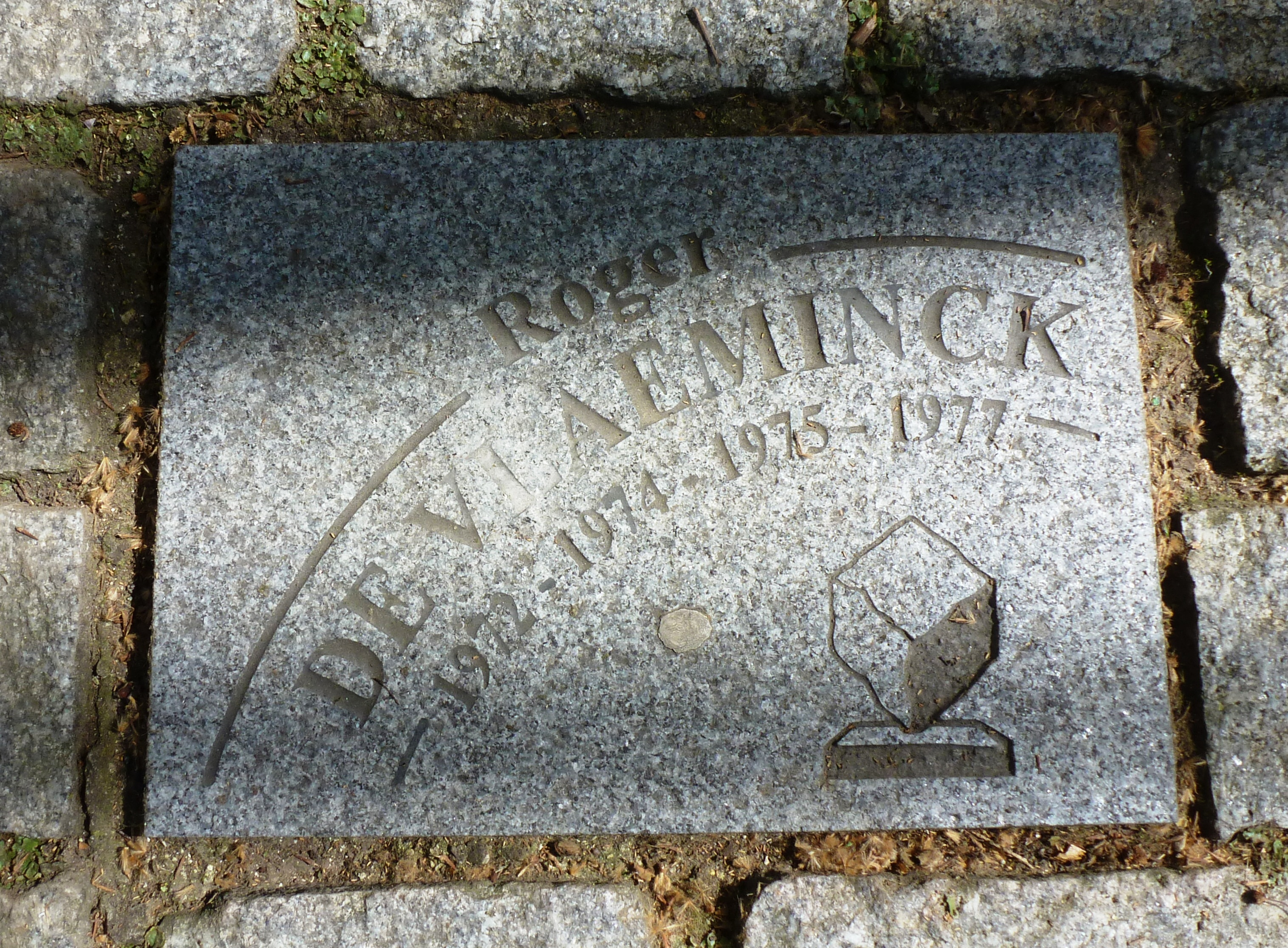
Losa de pavimento dedicada a RDV por sus victorias en la París-Roubaix.

Durante su carrera deportiva ha conseguido los siguientes puestos en Grandes Vueltas, vueltas menores y carreras de un día:

### Grandes Vueltas
| Carrera | Carrera         | 1968 | 1969 | 1970 | 1971 | 1972  | 1973 | 1974 | 1975  | 1976 | 1977 | 1978 | 1979 | 1980 | 1981 | 1982 | 1983 | 1984 |
| ------- | --------------- | ---- | ---- | ---- | ---- | ----- | ---- | ---- | ----- | ---- | ---- | ---- | ---- | ---- | ---- | ---- | ---- | ---- |
|         | Giro de Italia  | —    | —    | —    | —    | '7.º' | 11.º | 11.º | '4.º' | Ab.  | Ab.  | Ab.  | Ab.  | —    | —    | —    | —    | Ab.  |
|         | Tour de Francia | —    | Ab.  | Ab.  | Ab.  | —     | —    | —    | —     | —    | —    | —    | —    | —    | —    | —    | —    | —    |
|         | Vuelta a España | —    | —    | —    | —    | —     | —    | —    | —     | —    | —    | —    | —    | —    | —    | —    | —    | Ab.  |

### Vueltas menores
| Carrera | Carrera           | 1968 | 1969 | 1970 | 1971 | 1972 | 1973 | 1974 | 1975 | 1976 | 1977 | 1978 | 1979 | 1980 | 1981 | 1982 | 1983 | 1984 |
| ------- | ----------------- | ---- | ---- | ---- | ---- | ---- | ---- | ---- | ---- | ---- | ---- | ---- | ---- | ---- | ---- | ---- | ---- | ---- |
|         | París-Niza        | —    | —    | —    | —    | —    | —    | —    | —    | —    | —    | —    | —    | —    | 15.º | —    | —    | —    |
|         | Tirreno-Adriático | —    | —    | —    | —    | 1.º  | 1.º  | 1.º  | 1.º  | 1.º  | 1.º  | —    | 6.º  | 16.º | —    | —    | —    | —    |
|         | Volta a Cataluña  | —    | —    | —    | —    | —    | —    | —    | —    | 5.º  | —    | —    | —    | —    | —    | —    | —    | —    |
|         | Tour de Romandía  | —    | —    | —    | —    | —    | —    | —    | —    | 2.º  | —    | —    | —    | —    | —    | —    | —    | —    |
|         | Dauphiné          | —    | —    | 4.º  | —    | —    | —    | —    | —    | —    | —    | —    | —    | —    | —    | —    | —    | —    |
|         | Vuelta a Suiza    | —    | —    | —    | 4.º  | —    | —    | —    | 1.º  | —    | —    | —    | —    | —    | —    | —    | —    | —    |

#### Clásicas, Campeonatos y JJ. OO.
| Carrera                | Carrera                | 1968 | 1969 | 1970 | 1971 | 1972 | 1973 | 1974 | 1975 | 1976 | 1977 | 1978 | 1979 | 1980 | 1981 | 1982 | 1983 | 1984 |
| ---------------------- | ---------------------- | ---- | ---- | ---- | ---- | ---- | ---- | ---- | ---- | ---- | ---- | ---- | ---- | ---- | ---- | ---- | ---- | ---- |
| Omloop Het Nieuwsblad  | Omloop Het Nieuwsblad  | —    | 1.º  | 8.º  | 33.º | —    | 2.º  | 26.º | 4.º  | 19.º | 8.º  | —    | 1.º  | 4.º  | 6.º  | 38.º | —    | —    |
| Kuurne-Bruselas-Kuurne | Kuurne-Bruselas-Kuurne | —    | —    | 1.º  | 1.º  | —    | —    | —    | —    | 28.º | —    | —    | —    | —    | 5.º  | —    | —    | —    |
|                        | Milán-San Remo         | —    | 2.º  | —    | —    | 12.º | 1.º  | 3.º  | 31.º | 8.º  | 2.º  | 1.º  | 1.º  | 5.º  | 2.º  | 13.º | —    | —    |
| E3 Harelbeke           | E3 Harelbeke           | —    | —    | 2.º  | 1.º  | —    | —    | —    | —    | —    | —    | —    | —    | —    | —    | 2.º  | —    | —    |
| Gante-Wevelgem         | Gante-Wevelgem         | —    | 2.º  | 12.º | 2.º  | 16.º | —    | 3.º  | —    | 6.º  | —    | 6.º  | 2.º  | 39.º | 2.º  | 22.º | —    | —    |
|                        | Tour de Flandes        | —    | —    | 13.º | 17.º | —    | —    | 30.º | 11.º | 4.º  | 1.º  | 10.º | 12.º | 4.º  | 6.º  | 25.º | —    | —    |
| Scheldeprijs           | Scheldeprijs           | —    | 2.º  | 1.º  | —    | —    | —    | —    | 4.º  | 2.º  | 23.º | —    | —    | 6.º  | —    | —    | —    | —    |
|                        | París-Roubaix          | —    | 5.º  | 2.º  | 7.º  | 1.º  | 7.º  | 1.º  | 1.º  | 3.º  | 1.º  | 2.º  | 2.º  | —    | 2.º  | 6.º  | —    | —    |
| Flecha Brabanzona      | Flecha Brabanzona      | —    | 22.º | —    | 3.º  | —    | 8.º  | —    | —    | —    | —    | 8.º  | —    | —    | 1.º  | —    | —    | —    |
| Amstel Gold Race       | Amstel Gold Race       | —    | —    | —    | —    | —    | —    | —    | —    | —    | 6.º  | —    | —    | —    | 2.º  | —    | —    | —    |
| Flecha Valona          | Flecha Valona          | —    | 6.º  | 15.º | 1.º  | —    | —    | 2.º  | 9.º  | —    | 7.º  | —    | —    | —    | —    | —    | —    | —    |
|                        | Lieja-Bastoña-Lieja    | —    | 22.º | 1.º  | —    | —    | —    | 11.º | 8.º  | —    | 4.º  | —    | —    | —    | —    | 7.º  | —    | —    |
| Campeonato de Zúrich   | Campeonato de Zúrich   | —    | 3.º  | —    | —    | —    | —    | —    | 1.º  | 2.º  | —    | 8.º  | 4.º  | —    | —    | —    | —    | —    |
| París-Tours            | París-Tours            | —    | 30.º | 5.º  | 21.º | 4.º  | 2.º  | 7.º  | 3.º  | 16.º | 4.º  | —    | —    | —    | 50.º | —    | —    | —    |
|                        | Giro de Lombardía      | —    | —    | —    | 8.º  | —    | 2.º  | 1.º  | 4.º  | 1.º  | 15.º | —    | 15.º | —    | —    | —    | —    | —    |
| JJ. OO. (Ruta)         | JJ. OO. (Ruta)         | 18.º | X    | X    | X    | —    | X    | X    | X    | —    | X    | X    | X    | —    | X    | X    | X    | —    |
| Mundial en Ruta        | Mundial en Ruta        | —    | 14.º | 11.º | 46.º | 12.º | 31.º | Ab.  | 2.º  | —    | Ab.  | 10.º | 10.º | 7.º  | Ab.  | —    | —    | —    |
| Bélgica en Ruta        | Bélgica en Ruta        | —    | 1.º  | —    | 8.º  | 11.º | 4.º  | 8.º  | 4.º  | —    | —    | 17.º | —    | —    | 1.º  | —    | —    | —    |

—: No participa

Ab.: Abandona

X: Ediciones no celebradas

## Palmarés en ciclocrós
- Campeonato Mundial de Ciclocrós Amateur: 1968.

| Año                                | 1968 | 1969 | 1970 | 1971 | 1972 | 1973 | 1974 | 1975 | 1976 | 1977 | 1978 | 1979 |
| Campeonato Mundial de Ciclocrós    |      |      | 4º   |      |      |      | 2º   | 1º   |      |      |      | Ab.  |
| Campeonato de Bélgica de Ciclocrós | 2º   |      | 2º   |      |      |      | 1º   | 1º   |      |      | 1º   | 2º   |

## Premios y reconocimientos
- Mendrisio de Oro (1975)